# Hugo Gouthier de Oliveira Gondim
Hugo Gouthier de Oliveira Gondim (Belo Horizonte, 23 de setembro de 1909 — Rio de Janeiro, 25 de maio de 1992) foi um embaixador brasileiro, conhecido principalmente por ter sido responsável pela negociação de aquisição do Palazzo Pamphili em Roma, sede atual da Embaixada Brasileira na Itália.

## Compra do Palazzo Pamphili

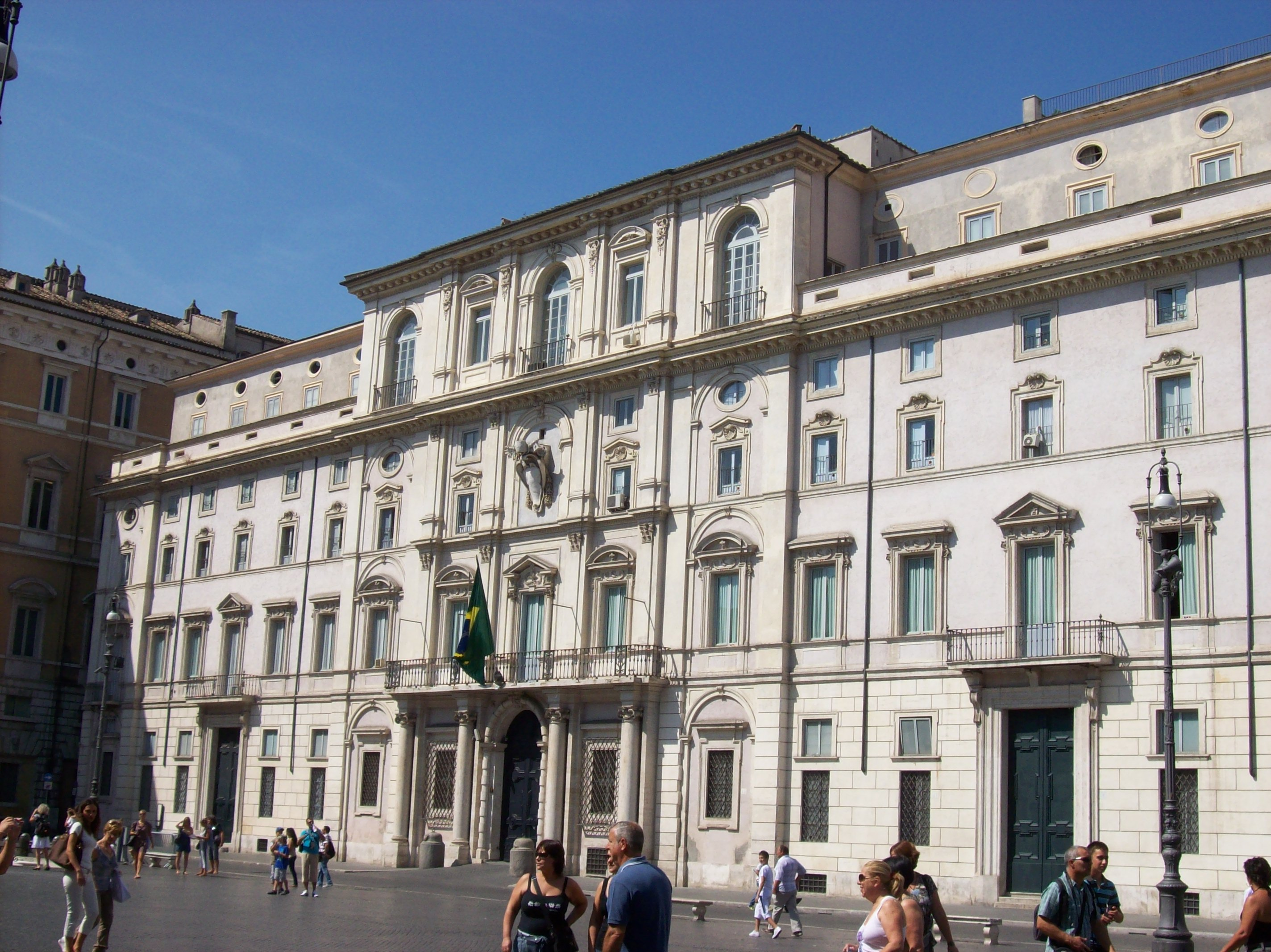
Fachada do Palazzo Pamphilj.

O palácio foi comprado pelo embaixador Hugo Gouthier em novembro de 1960 pelo equivalente a 1 milhão de dólares, uma pechincha, levando-se em conta seu valor histórico e cultural.

## Golpe Militar
À época do golpe militar de 1964, quando se encontrava no cargo de Embaixador do Brasil na Itália, Hugo Gouthier se tornou o primeiro diplomata brasileiro a ser cassado pelo regime ditadorial.

## Morte
Hugo Gouthier de Oliveira Gondim morreu no dia 25 de maio de insuficiência cardíaca, na cidade do Rio de Janeiro, no ano de 1992.

## Presença
O livro "Presença", de publicação pós-mortem, apresenta a autobiográfia do Embaixador Hugo Gouthier, incluindo fotos de sua vida com personalidades da época como o ex-presidente da república Juscelino Kubitschek. Abaixo tem-se um trecho do livro de Hugo Gouthier:
Escrevo a minha história, modestamente, porque não poderia deixar de escrevê-la, pequeno espelho que sou de um século fascinante. O mais fabuloso, trágico e belo de toda a história da humanidade. O que vai dos bondes de burro às naves espaciais; do obscurantismo em todas as áreas, ao questionamento e conseqüente reformulação técnica, científica e ideológica que permitirá ao homem, estou absolutamente confiante, a conquista definitiva desse planeta amável, baseada no direito, no respeito e na esperança.